# Kenn Godske
Kenn Godske (født 19. november 1979) er en dansk skuespiller. Kenn Godske fik sin spillefilmsdebut med filmen Farligt venskab fra 1995 hvor han bl.a. spillede overfor skuespilleren Ulf Pilgaard.
Fra 1998-2001 medvirkede han i TV-serien Hvide Løgne som Adam Frick og i 2002 medvirkede Kenn Godske i tre episoder af den populære TV-serie Hotellet som Daniel.

## Filmografi
Spillefilm
Farligt venskab (1995)
Serier
- Hvide Løgne (TV3 - 1998-2001) - Adam Frick

- Hotellet (TV2 - 2002) - Daniel